# František Xaver Pokorný
František Xaver Pokorný (20. prosinec 1729 Městec Králové – 2. červenec 1794 Řezno) byl český houslista a hudební skladatel.

## Život
V mládí opustil rodné město a odešel do Řezna, kde se učil hře na housle u kapelníka Josepha Riepela. Poté z Řezna odešel do Wallersteinu hrát do oettingensko-walersteinské zámecké kapely. Zde působil asi od roku 1750 v kapele hraběte Filipa Karla z Oettingen-Wallersteinu. Od roku 1753 byl na studijním pobytu v Mannheimu, kde jeho učiteli byli František Xaver Richter a Ignaz Holzbauer. mimo jiné se zde seznámil s dílem Jana Václava Stamice. Vrátil se do Wallersteinu. Několikrát se bezúspěšně ucházel o místo ředitele kůru. Po zbytek svého života (24 let) působil v kapele knížecího rodu Thurn-Taxisů v bavorském Řezně.
Dcera Beata byla virtuózkou na lesní roh. Je zaznamenáno její úspěšné vystoupení v Paříži, kde hrála koncert českého skladatele Jana Václava Sticha.
Syn Josef František byl rovněž členem kapely knížete Karla Anselma z Thurn-Taxisu až do jejího rozpuštění. Komponoval klavírní koncerty, sonáty a drobné komorní skladby.

## Dílo
Je mu připisováno až na 150 symfonií z čehož je více než u padesáti jeho autorství zpochybňováno, jelikož po jeho smrti bylo intendantem žezenské kapely T. von Schachtem z jeho skladeb jméno Pokorný vymazáváno a nahrazováno jmény jiných autorů (viz symfonie D dur Marie Terezie z Ahlefeldtu). Dále je mu připisováno mnoho skladeb pro dechové nástroje a také desítky sólových koncertů, z toho 45 koncertů pro cembalo a 3 koncerty pro 2 lesní rohy. Z historického hlediska jsou nejvýznamnější dva klarinetové koncerty z roku 1785. Jsou psány pro klarinety v ladění Es a B což z nich činí nejstarší známé koncerty pro toto ladění.